# Eldridge Cleaver
Eldridge Cleaver (Wabbaseka, 31 agosto 1935 – Pomona, 1º maggio 1998) è stato un attivista e saggista statunitense, membro importante del Black Panther Party. Negli anni ottanta si avvicinò alle posizioni dei conservatori repubblicani.

## Biografia
Nato a Wabbaseka, nell'Arkansas, Cleaver si trasferì presto con la famiglia dapprima a Phoenix in Arizona, poi a Los Angeles.
Piccolo delinquente da adolescente, fu rinchiuso per qualche tempo in una prigione per minorenni. A diciotto anni, fu condannato per traffico di droga e scontò una pena nel carcere statale di Soledad. Nel 1958, condannato stavolta per violenza carnale, lesioni gravi e tentativo di omicidio, fu incarcerato nella prigione di Folsom prima e poi di San Quintino.
Cleaver tornò libero nel 1966 e aderì alle Pantere Nere, a Oakland in California, e ne divenne il cosiddetto ministro dell'informazione, cioè il portavoce.
Sposatosi nel 1967 con Kathleen Neal Cleaver (i due divorziarono nel 1987), Elridge Cleaver ebbe un figlio, Ahmad Maceo Eldridge Cleaver, e due figlie, di cui si conosce solo il nome di Joju Younghi.

### Soul on Ice
Nel 1968 pubblicò il saggio Soul on Ice, che ebbe un'influenza sul movimento Black Power ed è oggi considerato come un classico. Vi narra della sua esperienza nella prigione di Folsom, della sua trasformazione da spacciatore di marijuana e stupratore "insurrezionale" a discepolo di Malcolm X e marxista rivoluzionario, e delle sue relazioni politiche. Tra le altre cose, Cleaver sosteneva che la religione cristiana autorizza un marito a picchiare sua moglie per farla obbedire.

### Le Pantere Nere
Cleaver fu inizialmente attirato dalle Black panthers per il loro impegno a una lotta armata, a differenza degli altri movimenti.
Nel 1967 Eldridge Cleaver, Marvin X, Ed Bullins e Ethna Wyatt, formarono "la Casa Nera" ("the Black House"), un centro politico-culturale con sede a San Francisco.
Tra i partecipanti costanti vi erano Amiri Baraka, Sonia Sanchez, Askia Toure, Sarah Webster Fabio, l'Art Ensemble of Chicago, Avotcja, Reginald Lockett, Emory Douglas, Samuel Napier, Bobby Hutton, Huey Newton e Bobby Seale.
Nel 1968 fu candidato per il Partito pace e libertà alla Presidenza degli Stati Uniti, nonostante non avesse ancora compiuto l'età minima richiesta di 35 anni e che tribunali di due stati avessero respinto la sua candidatura. Cleaver e la sua vice Judith Mage ottennero 36 571 voti, cioè lo 0,05%.
Lo stesso anno condusse un'imboscata ai danni di alcuni poliziotti di Oakland, durante la quale due poliziotti rimasero feriti. Negli sviluppi dell'imboscata, Cleaver stesso rimase ferito e un attivista diciassettenne delle Pantere Nere, Bobby Hutton, trovò la morte. Accusato di tentato omicidio, si rifugiò a Cuba, dove il regime di Fidel Castro lo accolse molto bene: a Cleaver fu assegnata una residenza e del personale di servizio. Ma presto Castro ebbe informazioni secondo cui la CIA aveva infiltrato le Pantere Nere, e dunque iniziò a sospettarne i membri. Cleaver decise quindi di trasferirsi in Algeria, dove lo raggiunse Timothy Leary. Cleaver dapprima mise Leary agli arresti rivoluzionari in quanto contro-rivoluzionario, per poi liberarlo dopo poco. In seguito Cleaver lasciò l'Algeria e si spostò in Francia.
Nel 1969 Cleaver cominciò anche delle relazioni con la Corea del Nord, e pubblicazioni delle Pantere Nere iniziarono a riportare estratti degli scritti di Kim Il-sung. Mentre i regimi di Cuba, Cina e Vietnam del Nord erano in quegli anni fonti di ispirazione comuni tra le formazioni di estrema sinistra, pochi conoscevano la Corea del Nord e il suo regime molto votato al segreto. Aggirando le restrizioni statunitensi sui viaggi in Corea del Nord, Cleaver e altri membri delle Pantere Nere vi si recarono in visita due volte nel biennio 1969-70, con l'idea che quel modello potesse essere adattato alla liberazione rivoluzionaria degli Afroamericani. Portato in un viaggio ufficiale in giro per la Corea del Nord, Cleaver espresse ammirazione per la "società stabile e senza crimine che forniva in modo certo cibo, lavoro e un'abitazione per tutti, e in cui non vi era nessuna diseguaglianza economica o sociale".
Eldridge Cleaver e Huey Newton ebbero infine una divergenza sulla necessità di una lotta armata come risposta al COINTELPRO, cioè all'infiltrazione delle Pantere Nere da parte della CIA, e ad altre misure del governo contro le Pantere Nere e altri gruppi radicali. Anche l'interesse di Cleaver verso la Corea del Nord e le lotte anti-imperialiste in giro per il mondo attirarono le ire di altri membri del partito, i quali ritenevano che Cleaver stesse trascurando il principale obiettivo, cioè la liberazione degli Afroamericani negli Stati Uniti. Cleaver fu quindi espulso dalle Pantere Nere nel 1971, e i legami di queste con la Corea del Nord furono presto dimenticati.
Cleaver sosteneva il passaggio da una resistenza armata a una vera e propria guerriglia urbana, mentre Newton pensava che il modo migliore di rispondere fosse di abbandonare le armi, che secondo lui alienavano la simpatia del resto della comunità afroamericana, e di concentrarsi su un'attività riformista, che agisse in favore di programmi sociali di aiuto alle comunità afroamericane e di leggi anti-discriminazione. Cleaver accusò Newton di essere uno zio Tom dal momento che decideva di cooperare con gli interessi dei bianchi anziché puntare a rovesciarli.

### In Francia
Durante il suo soggiorno in Francia, Cleaver provò la carriera dello stilista di moda. Il suo modello più conosciuto furono dei pantaloni con "un pezzo aggiunto come una calza che aderiva ai genitali di chi li indossa", chiamati quindi "penis pant". La rivista Newsweek riportava le sue parole: "Voglio risolvere il problema della foglia di fico. Vestirsi è un'estensione della foglia di fico, cioè far aderire il nostro sesso al corpo. I miei pantaloni lo riportano là dove dovrebbe essere".
Cleaver comprò uno spazio pubblicitario nel quotidiano The International Herald Tribune, nella speranza di trovare investitori e fabbricanti. Continuò a promuovere i suoi pantaloni dopo il suo ritorno negli Stati Uniti.

### Soul on Fire
Nel 1978 Cleaver pubblicò un altro libro, Soul On Fire, e rivelò alcuni aspetti sorprendenti del suo soggiorno in Algeria:
- Cleaver riceveva regolarmente doni da parte della Repubblica del Nord Viêt Nam, con cui gli Stati Uniti erano in guerra.
- Cleaver ebbe come seguaci alcuni criminali divenuti rivoluzionari. Più di uno di loro dirottarono aerei per poter raggiungere l'Algeria. Cleaver organizzò un traffico di automobili rubate per poterli occupare: le auto erano rubate in Europa e rivendute in Africa.
- Cleaver scappò dall'Algeria per diventare clandestino in Francia. Grazie al tramite della fotografa Marie-Laure de Decker, incontrò Valéry Giscard d'Estaing, al tempo ministro delle Finanze, il quale accettò di intercedere presso Jacques Chirac, allora ministro dell'Interno, per evitare l'arresto di Cleaver e la sua estradizione. Dopo aver ottenuto dei permessi di soggiorno per sé e per la sua famiglia, grazie alle amicizie altolocate, si stabilì per qualche tempo a Parigi, dove si sarebbe dedicato alla moda.
- Cleaver fece l'esperienza di una "rinascita verso Dio" durante il suo anno di isolamento a causa della clandestinità.

### Ritorno negli Stati Uniti
Cleaver tornò negli Stati Uniti nel 1975 e in seguito abbandonò le Pantere Nere. Fu condannato a una pena sospesa sotto condizione e il resto delle accuse contro di lui furono lasciate cadere.
Verso la metà degli anni 1980, Cleaver divenne dipendente dalla cocaina. Nel 1992 subì una condanna per detenzione di cocaina e furto in appartamento. Nel 1994 fu aggredito per cause legate alla droga, e dato per morto. Riuscì infine a disintossicarsi; tornò inoltre alla religione cristiana.
Nel 1986 si presentò, senza successo, all'investitura dei Repubblicani della California per il Senato degli Stati Uniti. Più tardi, divenne moonista e si impegnò nell'organizzazione di Sun Myung Moon e anche con i mormoni.
Cleaver morì per un cancro alla prostata a Pomona in California nel 1998, all'età di 62 anni. È sepolto nel cimitero Mountain View di Altadena in California.